# Franz Friedrich von Sturmfeder

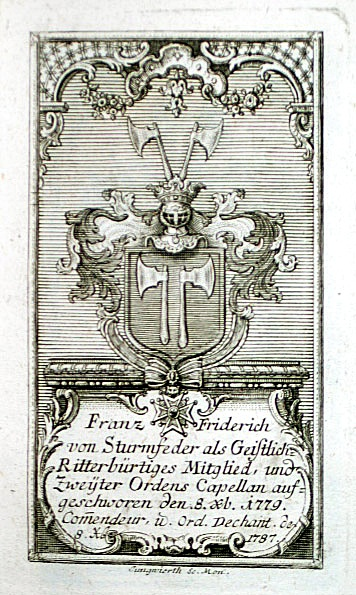
Wappenstich von Franz Friedrich von Sturmfeder, als bayerischer St. Georgsritter, gestochen von Franz Xaver Jungwirth

Franz Friedrich Wilhelm Joseph von Sturmfeder (* 11. Dezember 1758 in Mannheim; † 26. Februar 1828 in Augsburg) war ein deutscher katholischer Geistlicher. Von 1812 bis 1818 und von 1819 bis 1821 war er Generalvikar und Bistumsverweser in Augsburg.

## Leben
Franz Friedrich entstammte dem Adelsgeschlecht der Sturmfeder von Oppenweiler und wurde als Sohn des kurpfälzischen Rates Franz Georg Ernst von Sturmfeder und der Maria Isabella Dorothea Wilhelmina von Hacke in Mannheim geboren. 
Zusammen mit seinem Bruder Karl Theodor wuchs er in Dirmstein im väterlichen Schloss auf. Dort unterrichtete sie der bekannte Wissenschaftler und Universalgelehrte Johann Jakob Hemmer als Hauslehrer, den ihnen der Dirmsteiner Pfarrer Johann Stertzner – Hemmers Mentor – vermittelt hatte.
Franz Friedrich von Sturmfeder war 1772 Domizellar in Speyer, 1780 Rechtskandidat in Heidelberg. Er war dann Kleriker im Bistum Augsburg. Er erhielt dort am 24. November 1793 die Priesterweihe. 1794 wurde er infulierter Propst in Straubing, 1797 Domdekan in Augsburg. 
Im Herbst 1812 wurde nach dem Tod von Bischof Clemens Wenzeslaus von Sachsen für die an Bayern gefallenen Teile des Bistums Augsburg ein Generalvikariat unter seiner Leitung geschaffen. Nach der Neueinteilung der kirchlichen Sprengel 1818 wurde Franz Karl Joseph zu Hohenlohe-Waldenburg-Schillingsfürst zum Bischof von Augsburg gewählt, starb aber schon 1819. Sturmfeder übernahm das Amt des Generalvikars erneut bis zum Amtsantritt von Bischof Joseph Maria Freiherr von Fraunberg und wurde dann zum Dompropst ernannt. Er starb am 26. Februar 1828 in Augsburg.
Franz Friedrich von Sturmfeder taufte als Domdekan und Augsburger Generalvikar dort am 31. August 1813 Prinzessin Mathilde Karoline von Bayern, Tochter von König Ludwig I. (Bayern) und spätere Großherzogin von Hessen-Darmstadt. Laut einem Wappenstich von Franz Xaver Jungwirth bekleidete Sturmfeder die Würde eines Kommandeurs und geistlichen Dekans des bayerischen Ritterordens vom Hl. Georg. 
Seine Nichte Louise von Sturmfeder (1789–1866) war die bekannte Erzieherin von Kaiser Franz Joseph von Österreich und seines Bruders Kaiser Maximilian von Mexiko.